# Сельское поселение «Село Совхоз имени Ленина»
Се́льское поселе́ние «Село Совхоз имени Ленина» — муниципальное образование в Дзержинском районе Калужской области Российской Федерации.
Административный центр — село Совхоз имени Ленина.

## История
Статус и границы сельского поселения установлены Законом Калужской области от 28 декабря 2004 года № 7-ОЗ «Об установлении границ муниципальных образований, расположенных на территории административно-территориальных единиц „Бабынинский район“, „Боровский район“, „Дзержинский район“, „Жиздринский район“, „Жуковский район“, „Износковский район“, „Козельский район“, „Малоярославецкий район“, „Мосальский район“, „Ферзиковский район“, „Хвастовичский район“, „Город Калуга“, „Город Обнинск“, и наделении их статусом городского поселения, сельского поселения, городского округа, муниципального района».

## Население
| 2010 | 2012  | 2013  | 2014  | 2015  | 2016 | 2017 |
| ---- | ----- | ----- | ----- | ----- | ---- | ---- |
| 1036 | ↗1039 | ↗1073 | ↗1078 | ↘1024 | ↘982 | ↘978 |
| 2018 | 2019  | 2020  | 2021  |       |      |      |
| ↘949 | ↘933  | ↗946  | ↗1131 |       |      |      |

## Состав сельского поселения
| №  | Населённый пункт    | Тип населённого пункта       | Население |
| -- | ------------------- | ---------------------------- | --------- |
| 1  | Акатово             | деревня                      | ↗119      |
| 2  | Васильевское        | деревня                      | ↗80       |
| 3  | Вертебы             | деревня                      | →30       |
| 4  | Груздовка           | деревня                      | ↗25       |
| 5  | Жильнево            | деревня                      | ↗17       |
| 6  | Захарово            | деревня                      | ↗43       |
| 7  | Кирьяново           | деревня                      | →28       |
| 8  | Крюково             | деревня                      | ↗20       |
| 9  | Лычево              | деревня                      | ↗21       |
| 10 | Мишнево             | деревня                      | ↗32       |
| 11 | Пятовская           | деревня                      | ↘36       |
| 12 | Совхоз имени Ленина | село, административный центр | ↘545      |
| 13 | Фролово             | деревня                      | →40       |

## Достопримечательности
- Усадьба Смирновых", конец 1820-х — 1840-е гг, с. Совхоз им. Ленина[13]